# Automotrici Narizzano Tipo I e II
Realizzate entrambe quali prototipi, le automotrici Narizzano Tipo I e II furono costruite dalla Ferrautovie per la costruzione di automotrici leggere con motore ad esplosione e alimentazione a nafta, una società costituita appositamente per produrre e commercializzare veicoli ferroviari leggeri progettati dall'ingegner Narizzano.
Nonostante lunghi cicli di prove condotte negli anni 1925-26 su alcune ferrovie italiane, statali e in concessione, tali automotrici della prima generazione non ebbero il successo commerciale auspicato.

## Storia
Nel 1923, seguendo un'idea che iniziava a farsi strada in quel periodo, presso l'officina Garbini di Viterbo venne progettata e realizzata a cura dell'ingegner Bartolomeo Enrico Narizzano e del colonnello Guido Ancillotti un'originale automotrice termica di derivazione automobilistica, che si prefiggeva bassi consumi e costi di esercizio che avrebbe potuto agevolare l'esercizio delle linee ferroviarie a scarso traffico.
Adattando telaio e carrozzeria di un autobus Fiat 18 BL, fu realizzato un vero e proprio autobus su rotaia, per molti versi assimilabile alle coeve automotrici T1-T2 realizzate dalle Autoguidovie di Alberto Laviosa.
In tempi successivi il veicolo, che fino ad allora recava una vistosa scritta "Automotrice Narizzano Tipo I leggero - carrozza provvisoria", vide la completa ricostruzione della cassa secondo canoni più tipicamente ferroviari, con 3 porte per fiancata e lucernario.
Il ciclo di prove effettuato con tale prototipo indusse Narizzano e Ancillotti a costituire la società Ferrautovie "per la costruzione di automotrici leggere con motore ad esplosione e alimentazione a nafta" con un iniziale catalogo basato due differenti versioni:
- automotrici Tipo I, su telaio Fiat 18 BL, a 2 assi, con 30 posti, derivato dal prototipo già realizzato,
- automotrici Tipo II, su telaio SPA 9000 C, a 3 assi, da 50 posti.

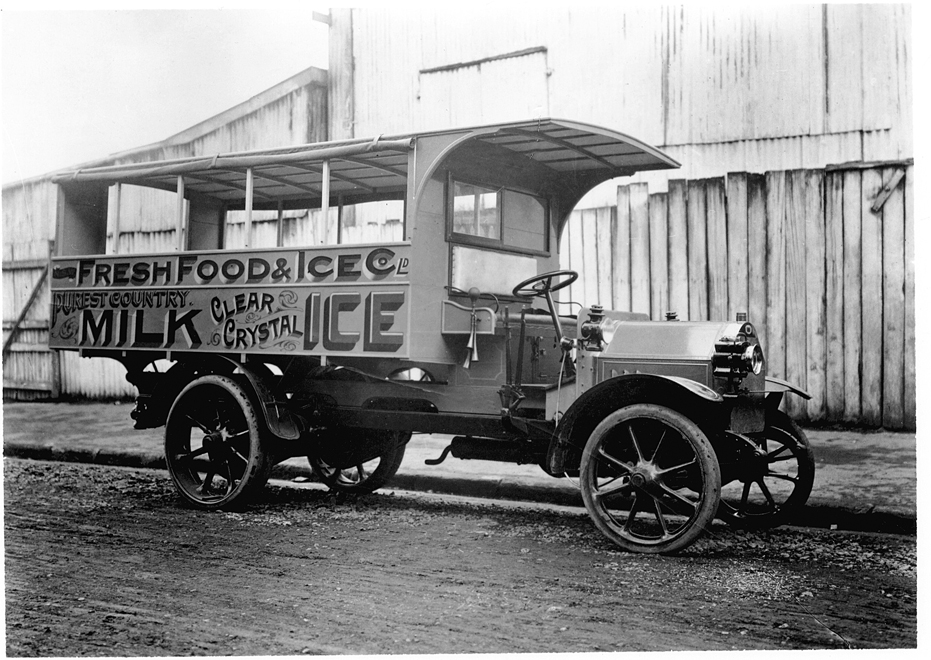
Autocarro Fiat 18BL, telaio da cui venne derivata l'automotrice Tipo I

In seguito alle prove condotte nel 1925 in Maremma, l'offerta fu ampliata per coprire meglio la variabilità che caratterizzava il mercato: oltre al tipo I ormai già ampiamente collaudato, erano proposte le versioni a 2 assi Tipo II e Tipo III e la Tipo IV a 3 assi, con capacità che variavano dai 28 ai 32 posti a sedere. Tuttavia un solo secondo prototipo venne realizzato, denominato Tipo II e progettato anch'esso dall'ingegner Narizzano.
Le prove con questo secondo veicolo furono condotte nel 1926 sulle ferrovie Roma-Frascati e Roma-Lido e condussero all'acquisto dello stesso da parte della Società anonima italiana per le ferrovie salentine che lo impiegarono sulla linea sociale Casarano-Gallipoli preso la quale mostrò una notevole affidabilità.
Nonostante i buoni risultati mostrati e l'intenzione di orientare la produzione su aggiornamenti del Tipo II, la Ferrautovie non ottenne più alcun ordinativo e cessò l'attività.
Ligure, laureato in ingegneria, Bartolomeo Enrico Narizzano è stato uno dei pionieri del trasporto pubblico italiano, avendo operato sia in campo ferrotranviario che automobilistico e introducendo innovazioni che anticiparono alcune delle soluzioni attuali.
Su iniziativa dell'amico colonnello Guido Ancillotti, nel 1909 Narizzano, a quel tempo direttore dell'autolinea a Ventimiglia-Vievola, fu coinvolto nel primo tentativo di costituire una "associazione fra i concessionari dei servizi pubblici automobilistici". Tale sodalizio, di cui Ancillotti (anch'egli esercente di un'impresa concessionaria di autolinee) era vice presidente, comprendeva alcuni pionieri dell'industria automobilistica che si confrontavano sulle pagine del periodico Velocità, edito con i capitali del costruttore Iginio Garbini al quale è intitolata una strada di Viterbo.
L'8 marzo 1913 venne inaugurata la prima sezione della tranvia Ospedaletti-Sanremo-Taggia ad opera della neocostituita società anonima per azioni Tranvie Elettriche Sanremo Litorale (TESL), dal 1920 Società Tranvie Elettriche Liguri (STEL), di cui Narizzano fu storico direttore di esercizio.
Fu in questo periodo che assieme all'Ancillotti e al Garbini Narizzano costituì la Ferrautovie, consentendo di mettere in pratica le soluzioni motoristiche e meccaniche che caratterizzarono i due prototipi di automotrice prodotti.
Membro benestante della borghesia sanremasca, Narizzano è citato in alcuni passi del saggio di Riccardo Mandelli Al casinò con Mussolini che tratta delle complesse vicende legate alla gestione del casinò cittadino in relazione alle relazioni politiche ed economiche del tempo; nel 1926 viene segnalato il suo coinvolgimento nelle vicende legate al progetto di costruzione dell'autostrada Sanremo-Ponte San Luigi.

## Caratteristiche

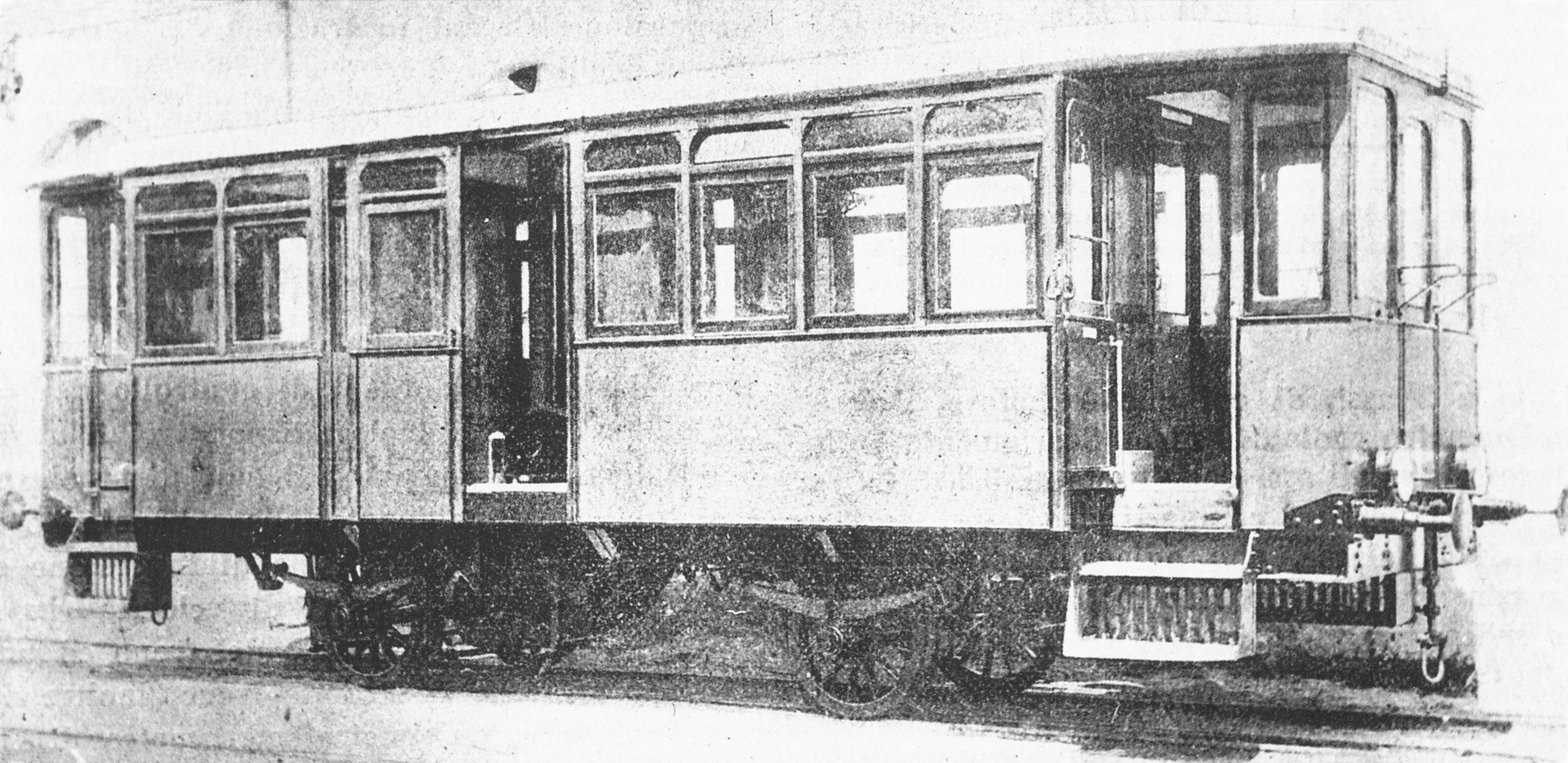
Automotrice Narizzano Tipo II

La massa a vuoto dell'automotrice Tipo I risultò pari a 4,5 t, mentre la propulsione era fornita dall'originario motore a ciclo Otto da 30 kW adattato per poter essere alimentato anche a nafta grazie all'applicazione di un dispositivo messo a punto dalle Officine Meccaniche Parmensi. Per la marcia sui binari furono adottate 4 ruote metalliche ferroviarie accoppiate ad altrettante sabbiere e organi di trazione e repulsione che avrebbero consentito l'accoppiamento con altri veicoli. Dotato di cambio a 4 marce, il veicolo raggiungeva i 40 km/h.
L'automotrice Tipo II, dall'aspetto di un tram a 2 assi, possedeva 10 posti a sedere di prima classe, 18 di terza e 12 in piedi e carrozzeria realizzata in legno, lamierino e cartone. Il motore, anch'esso a ciclo Otto, era un 4 cilindri da 1900 giri al minuto, in grado di erogare 40 kW se alimentato a benzina e 34 kW in caso di alimentazione a nafta. Il cambio a 4 marce era anch'esso progettato dal Narizzano, e la massa a vuoto risultò di 8,4 t.

## Le prove

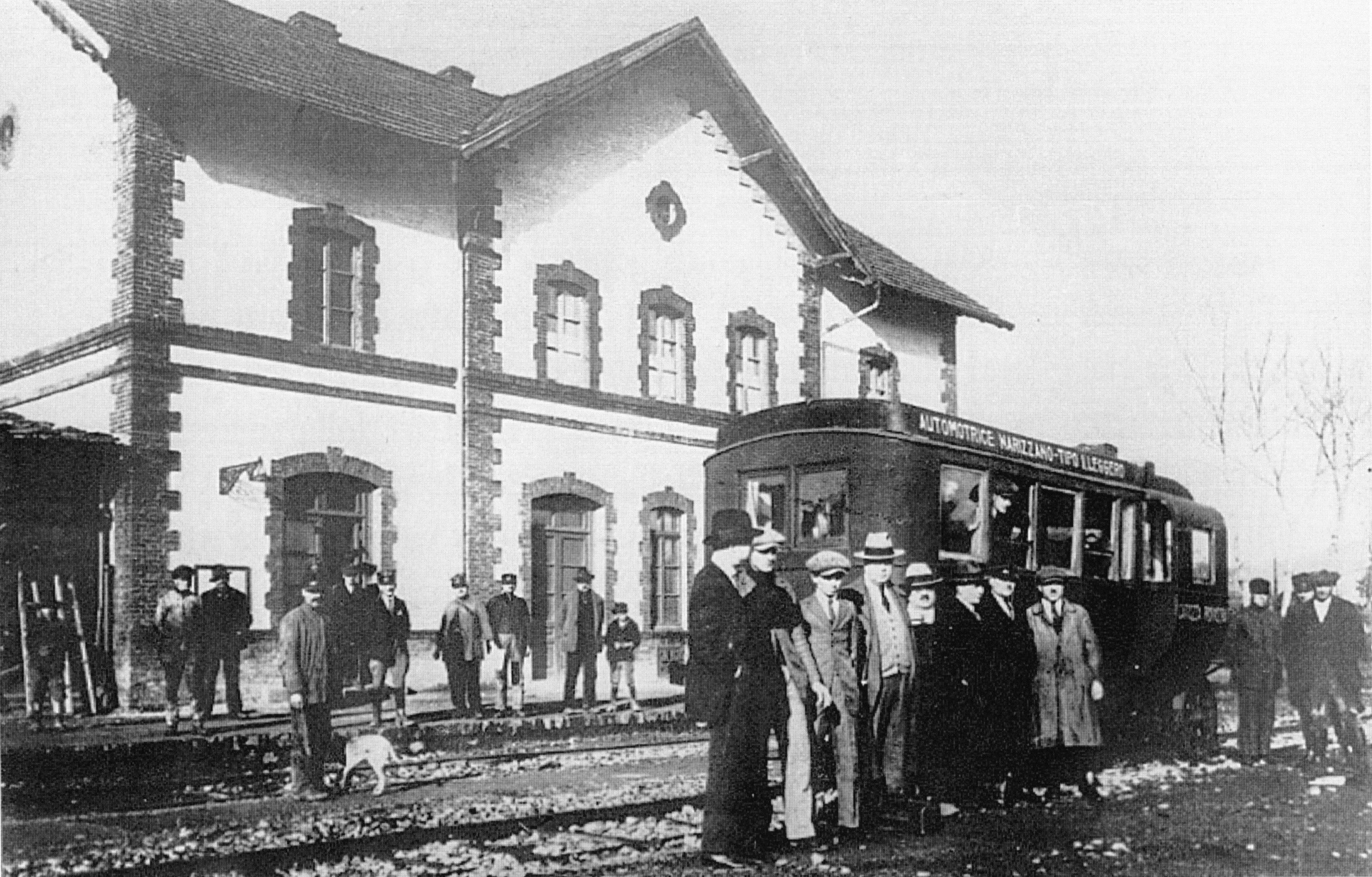
Presentazione dell'automotrice tipo I sulla FMF

Ottenute le necessarie autorizzazioni, le prove dell'Automotrice Tipo I iniziarono il 15 aprile 1924 sulla ferrovia Viterbo-Attigliano, dal percorso particolarmente accidentato.
L'interesse da parte della società L'Ausiliare di Milano per l'esercizio con questo tipo di veicoli su alcune linee della Società Italiana per le Strade Ferrate Sovvenzionate (SFS), la Poggibonsi-Colle Val d'Elsa (FPC) e la Massa Marittima-Follonica (FMF) portò ad un nuovo ciclo di corse dimostrative. Le prove su quest'ultima linea iniziarono il 25 gennaio 1925, ancora con la carrozzeria provvisoria e ad esse fece seguito il servizio regolare per un periodo di 4 mesi. Nonostante i buoni esiti della sperimentazione, per l'esercizio sulle citate linee L'Ausiliare acquistò in seguito due automotrici di costruzione Ganz.
Le prove dell'automotrice Tipo II condotte nel 1926 interessarono due linee dalle caratteristiche totalmente differenti, volendosi dimostrare le buone prestazioni possibili su linee acclivi come la Roma-Frascati, le cui pendenze raggiungevano il 25 per mille, sia il possibile risparmio sui costi dell'energia che comportava l'utilizzo di materiale leggero, prove che vennero effettuate sulla Roma-Lido, elettrificata e pressoché pianeggiante.